# 1968
1968 (MCMLXVII) je bilo prestopno leto, ki se je po gregorijanskem koledarju začelo na ponedeljek.

## Dogodki

### Januar – junij
- 5. januar - Aleksander Dubček postane generalni sekretar KP Češkoslovaške; začetek Praške pomladi.
- 8. januar - prične se bitka za Khe Sanh, ena zloglasnejših bitk vietnamske vojne.
- 30. januar - vietnamska vojna: sile Vietkonga izvedejo serijo nepričakovanih napadov po Južnem Vietnamu - začetek ofenzive Tet.
- 31. januar - Nauru razglasi neodvisnost od Avstralije.
- 1. februar - ameriški fotograf Eddie Adams posname znamenito fotografijo ko šef južnovietnamske policije Nguyen Ngoc Loan usmrti oficirja Vietkonga, kar dokončno obrne ameriško javno mnenje proti vojni, Adamsu pa kasneje prinese Pulitzerjevo nagrado.
- 6. – 18. februar - v francoskem Grenoblu potekajo X. zimske olimpijske igre.
- 12. marec - Mavricij postane neodvisna država.
- 16. marec - vietnamska vojna: pripadniki 11. pehotne brigade divizije Americal izvedejo t. i. »pokol v My Laiju«, množični pomor vietnamskih civilistov; dogodek pride v javnost novembra 1969 in povzroči vsesplošno ogorčenje.
- 4. april - atentat na Martina Luthra Kinga ml. v Memphisu povzroči val rasnih nemirov v Združenih državah Amerike, ki trajajo več dni
- 15. april - RTV Ljubljana prvič oddaja večerna poročila v slovenskem jeziku.
- 6. maj - sindikata študentov in profesorjev v Franciji skličeta proteste zaradi konfliktov na eni od pariških univerz, ki v nekaj tednih prerastejo v vsesplošen upor, ki ohromi francosko gospodarstvo.
- 29. maj - Manchester United FC kot prvi angleški klub zmaga v evropski Ligi prvakov.
- 2. junij - v Beogradu izbruhnejo množične študentske demonstracije, ki se kasneje razširijo tudi na druga mesta po Jugoslaviji.
- 5. junij - ameriški predsedniški kandidat Robert F. Kennedy pade pod streli atentatorja v hotelu v Los Angelesu in umre naslednji dan.
- 10. junij - italijanska nogometna reprezentanca na ponovitvi finalne tekme premaga jugoslovansko in osvoji Evropsko prvenstvo v nogometu 1968.

### Julij – december
- 1. julij - predstavljena je Pogodba o neširjenju jedrskega orožja in odprta za podpisnice.
- 17. julij - Sadam Husein postane podpredsednik iraškega revolucionarnega sveta po uspešnem državnem udaru.
- 18. julij - ustanovljen je Intel, danes največje podjetje za izdelavo polprevodnikov.
- 25. julij - papež Pavel VI. izda okrožnico Humanae vitae o nadzoru rojstev.
- 29. julij - po več stoletjih mirovanja izbruhne ognjenik Arenal v Kostariki.
- 21. avgust - po reformah Aleksandra Dubčka čete Varšavskega pakta vdrejo na Češkoslovaško in zadušijo Praško pomlad.
- 6. september - Svazi postane neodvisna država.
- 30. september - podjetje Boeing javnosti prvič predstavi novo potniško letalo Boeing 747.
- 2. oktober - pokol v Tlatelolcu: mehiška vojska strelja na študentske demonstrante v Ciudad de Méxicu, po pričevanjih očividcev je več sto žrtev.
- 3. oktober - general Juan Velasco Alvarado prevzame oblast v Peruju v nenasilnem vojaškem državnem udaru.
- 5. oktober - policisti napadejo in pretepejo udeležence demonstracij za državljanske pravice v mestu Derry na Severnem Irskem, kar nekateri štejejo za začetek nasilnih nemirov imenovanih »The Troubles«.
- 11. oktober - 
  - NASA izstreli prvo odpravo programa Apollo s človeško posadko, Apollo 7.
  - častnika Boris Martinez in Omar Torrijos strmoglavita vlado predsednika Arnulfa Ariasa v Panami.
- 12. – 27. oktober - v Ciudad de Méxicu potekajo XIX. olimpijske igre moderne dobe.
- 12. oktober - Ekvatorialna Gvineja postane neodvisna država.
- 31. oktober - vietnamska vojna: ameriški predsednik Lyndon B. Johnson oznani, da je ukazal popolno prekinitev bombardiranja Severnega Vietnama.
- 5. november - republikanski kandidat Richard Nixon zmaga na volitvah za predsednika Združenih držav Amerike.
- 10. december - neznanec med prevozom denarja oropa uslužbence banke Nihon Šintaku Ginko v Tokiu in odnese 300 milijonov jenov, kar je največji rop v zgodovini Japonske, ki ostaja nerazrešen še danes.
- 24. december - program Apollo: ameriško vesoljsko plovilo Apollo 8 vstopi v tir okrog Lune; astronavti Frank Borman, Jim Lovell in William A. Anders kot prvi ljudje ugledajo oddaljeno stran Lune.

## Rojstva
- 1. januar - Davor Šuker, hrvaški nogometaš
- 17. januar - Svetlana Masterkova, ruska atletinja
- 20. januar - Jože Potrebuješ, slovenski glasbenik in skladatelj
- 30. januar - Filip VI., španski kralj
- 1. februar - Lisa Marie Presley, ameriška pevka
- 2. februar - Espen Bredesen, norveški smučarski skakalec
- 3. februar - Vlade Divac, srbski košarkar
- 22. februar - Jeri Ryan, ameriška filmska igralka
- 3. marec - Alan Hranitelj, hrvaški modni oblikovalec
- 4. marec:
  - Patsy Kensit, angleška manekenka in igralka
  - Kyriakos Mitsotakis, grški politik
- 6. marec – Moira Kelly, ameriška igralka
- 30. marec - Celine Dion, kanadska pevka
- 2. april - Ignacija Fridl Jarc, slovenska filozofinja, komparativistka in kritičarka
- 7. april - Jože Možina, slovenski zgodovinar, avtor dokumentarnih filmov, sociolog, novinar
- 23. april - Timothy McVeigh, ameriški terorist († 2001)
- 7. maj – Traci Lords, ameriška igralka in manekenka
- 9. maj:
  - Masahiko Harada, japonski smučarski skakalec
  - Hardy Krüger mlajši, nemški filmski in televizijski igralec
  - Nataša Pirc Musar, slovenska pravnica in novinarka
- 12. maj - Tony Hawk, ameriški rolkar
- 13. maj - Scott Morrison, avstralski politik
- 28. maj - Kylie Minogue, avstralska pevka, tekstopiska, modna oblikovalka in igralka
- 1. junij - Jason Donovan, avstralski igralec in pevec
- 9. junij - Peter Misja, slovenski politik in strojevodja
- 26. junij - Paolo Maldini, italijanski nogometaš
- 28. junij - Tanja Ribič, slovenska pevka in igralka
- 2. julij - Urban Kordeš, slovenski fizik in kognitivni znanstvenik
- 9. julij - Paolo Di Canio, italijanski nogometaš
- 10. julij - Hassiba Boulmerka, alžirska atletinja
- 18. julij - Nani Poljanec, slovenski imitator in zbiratelj
- 5. avgust - Marine Le Pen, francoska pravnica in političarka
- 13. avgust - Gibonni, hrvaški glasbenik
- 16. avgust - Mateja Svet, slovenska alpska smučarka
- 7. september - Anastacia, ameriška pevka
- 10. september - Guy Ritchie, angleški filmski režiser
- 18. september - Toni Kukoč, hrvaški košarkar
- 25. september - Will Smith, ameriški igralec in raper
- 12. oktober - Hugh Jackman, avstralski igralec
- 17. oktober - Ziggy Marley, jamajški glasbenik
- 6. november - Jerry Yang, tajvansko-ameriški programer
- 30. november - Des'ree, barbadoška glasbenica
- 4. december - Britta Bilač, nemško-slovenska atletinja
- 12. december - Sašo Udovič, slovenski nogometaš
- 23. december:
  - Manuel Rivera-Ortiz, ameriški fotograf
  - Jernej Šugman, slovenski igralec († 2017)

## Smrti
- 11. februar - Pitrim Sorokin, rusko-ameriški sociolog (* 1889)
- 21. februar - Howard Walter Florey, avstralsko-britanski patolog, nobelovec (* 1898)
- 25. marec - Karel Levičnik, slovenski general (* 1900)
- 27. marec - Jurij Aleksejevič Gagarin, ruski kozmonavt (* 1934)
- 4. april - častiti Martin Luther King mlajši, ameriški baptistični duhovnik, borec za državljanske pravice, nobelovec (* 1929)
- 7. april - Jim Clark, škotski dirkač Formule 1 (* 1936)
- 8. april - Harold Delos Babcock, ameriški astronom (* 1882)
- 1. junij - Hellen Keller, ameriška aktivistka za pravice gluhonemih (* 1880)
- 4. junij - Alexandre Kojève, francoski filozof ruskega rodu (* 1902)
- 6. junij - Robert F. Kennedy, ameriški politik (* 1925)
- 11. junij - Ivan Ribar, hrvaški pravnik in politik (* 1881)
- 14. junij - Salvatore Quasimodo, italijanski pesnik in prevajalec, nobelovec (* 1901)
- 29. junij - Štefan Michieli, slovenski entomolog (* 1933)
- 18. julij - Corneille Heymans, flamski fiziolog in farmakolog, nobelovec (* 1892)
- 22. julij - Giovanni Guareschi, italijanski novinar in pisatelj (* 1908)
- 28. julij - Otto Hahn, nemški kemik, nobelovec (* 1879)
- 3. avgust - Konstantin Konstantinovič Rokosovski, poljsko-ruski maršal (* 1896)
- 19. avgust - George Gamow, rusko-ameriški fizik, astrofizik in kozmolog (* 1904)
- 18. september - Franchot Tone, ameriški igralec (* 1905)
- 2. oktober - Marcel Duchamp, francosko-ameriški slikar (* 1887)
- 27. oktober - Lise Meitner, avstrijsko-švedska fizičarka (* 1878)
- 7. november - Henry Hallett Dale, angleški farmakolog, nobelovec (* 1875)
- 24. november - István Dobi, madžarski politik (* 1898)
- 28. november - Enid Blyton, angleška pisateljica (* 1897)
- 10. december - Karl Barth, švicarski teolog (* 1886)
- 19. december - Giovanni Messe, italijanski maršal (* 1883)
- 20. december - 
  - Max Brod, avstrijski pisatelj judovskega rodu (* 1884)
  - John Steinbeck, ameriški pisatelj, nobelovec (* 1902)
- 30. december - Trygve Lie, norveški pravnik in politik (* 1896)

## Nobelove nagrade
- Fizika - Luis Walter Alvarez
- Kemija - Lars Onsager
- Fiziologija ali medicina - Robert W. Holley, Har Gobind Khorana, Marshall W. Nirenberg
- Književnost - Jasunari Kavabata
- Mir - René Cassin